# Kayuputih (Sukasada)
Kayuputih is een bestuurslaag in het regentschap Buleleng van de provincie Bali, Indonesië. Kayuputih telt 4305 inwoners (volkstelling 2010).